# Panthiades bitias
Panthiades bitias is een vlinder uit de familie van de Lycaenidae. De wetenschappelijke naam van de soort is voor het eerst geldig gepubliceerd in 1779 door Cramer.